# Mandan (taal)
Het Mandan (Nų́ʔetaːre) is de taal van de Mandan, een indianenstam in North Dakota, in de Verenigde Staten. Het Mandan is een Sioux-Catawbataal en is dus onder meer verwant aan het Sioux (taal).
Het Mandan is een bedreigde taal. Op dit moment heeft het Mandan nog één spreker. Op scholen probeert men het tij te keren door lessen in het Mandan aan te bieden.

## Onderzoek
In 1830 beschreef de Duitse onderzoeker Maximilian zu Wied-Neuwied het Mandan voor het eerst uitgebreid. Veel Europese taalwetenschappers hadden bijzondere interesse in het Mandan, omdat het overeenkomsten zou vertonen met het Welsh. Men nam aan dat de Mandan oorspronkelijk uit Europa kwamen, wat de relatief lichte huidskleur van deze indianen zou verklaren. Deze theorie werd door latere wetenschappers naar het rijk der fabelen verwezen. Als er al overeenkomsten tussen het Mandan en het Welsh zijn dan zijn die louter toevallig.
Serieuzer onderzoek naar het Mandan wordt sinds de jaren negentig verricht. In 1999 waren er nog maar zes mensen die het Mandan vloeiend konden spreken. Het doel van de onderzoeken naar het Mandan is dan ook vooral deze taal te beschrijven voor het te laat is. Anno 2011 is er nog maar één spreker in leven.

## Grammatica
De grammatica van het Mandan is inmiddels vrij goed beschreven.

### Klankleer

#### Medeklinkers
Het Mandan kent geen echte stemhebbende medeklinkers; alleen de r en de w zijn stemhebbend, maar hier staat geen stemloze pendant tegenover.
|           | Bilabiaal | Dentaal | Palataal | Velaar | Glottaal |
| --------- | --------- | ------- | -------- | ------ | -------- |
| Occlusief | p [p]     | t [t]   |          | k [k]  | ʾ [ʔ]    |
| Fricatief |           | s [s]   | š [ʃ]    | x [x]  | h [h]    |
| Affricaat |           |         | č [ʧ]    |        |          |
| Liquida   |           | r [r]   |          |        |          |
| Nasaal    | w [w]     |         |          |        |          |

De w en de r klinken vóór nasale klinkers (zie onder) als m respectievelijk n.

#### Klinkers
Tegenover het beperkte aantal medeklinkers staat een vrij groot aantal klinkers. Klinkers kunnen in het Mandan lang of kort zijn, net als in het Nederlands. Opvallender is het verschil tussen orale en nasale klinkers: bijna alle klinkers kunnen ook door de neus worden gearticuleerd. We kennen dit verschijnsel ook in Europese talen, bijvoorbeeld in het Frans (un bon vin blanc) en in het Fries.
|              | Voorklinker | Voorklinker | Voorklinker | Voorklinker | Centrale klinker | Centrale klinker | Centrale klinker | Centrale klinker | Achterklinker | Achterklinker | Achterklinker | Achterklinker |
| Oraal        | Oraal       | Nasaal      | Nasaal      | Oraal       | Oraal            | Nasaal           | Nasaal           | Oraal            | Oraal         | Nasaal        | Nasaal        |               |
| kort         | lang        | kort        | lang        | kort        | lang             | kort             | lang             | kort             | lang          | kort          | lang          |               |
| ------------ | ----------- | ----------- | ----------- | ----------- | ---------------- | ---------------- | ---------------- | ---------------- | ------------- | ------------- | ------------- | ------------- |
| Gesloten     | [i]         | [iː]        | [ĩ]         | [ĩː]        |                  |                  |                  |                  | [u]           | [uː]          | [ũ]           | [ũː]          |
| Halfgesloten | [e]         | [eː]        |             |             |                  |                  |                  |                  | [o]           | [oː]          |               |               |
| Open         |             |             |             |             | [a]              | [aː]             | [ã]              | [ãː]             |               |               |               |               |

Nasale klinkers hebben effect op de w en de r: als deze medeklinkers door een nasale klank worden gevolgd, worden ze zelf ook nasaal en veranderen ze in m en n.

### Vormleer
Het Mandan is een agglutinerende taal. Zowel grammaticale relaties als bepaalde betekenissen worden uitgedrukt door morfemen. Mandanwoorden kunnen daardoor behoorlijk lang worden: de verschillende morfemen worden aan elkaar geplakt.
Onderstaande zinnetjes geven een indruk van de vormleer van het Mandan:
- Wɛ́rex nakóc
- wɛ́rex na - kóc
- pot zitten-TT
- Er staat een pot.

Met TT wordt de tegenwoordige tijd bedoeld, het morfeem kóc geeft die aan. Opvallend is het werkwoord na, dat "zitten" betekent. Net als in het Nederlands worden in het Mandan woorden als "zitten", "staan" en "liggen" gebruikt om aan te geven dat iets zich ergens bevindt. Een ander voorbeeld laat dat nog eens zien:
- Mítixtɛ̀na tɛ́romakoc
- míti - xtɛ - ̀na tɛ́ - romakoc
- dorp-groot-NADRUK staan-VT
- Er lag een groot dorp."

Met VT wordt nu de verleden tijd bedoeld. Het morfeem `na legt extra nadruk op het woord. Het bijvoeglijk naamwoord xtɛ (groot) is aan het zelfstandig naamwoord vastgehecht. In dit voorbeeld gebruikt het Mandan voor "zich bevinden" het werkwoord tɛ́, "staan". Net als in het Nederlands is het lastig te voorspellen of een zeker voorwerp nu "ligt", "staat" of "zit". De werkwoorden worden zowel in het Mandan als in het Nederlands schijnbaar willekeurig gekozen, wat ook al blijkt uit de Nederlandse vertaling: waar in het Mandan een dorp staat, daar zal in het Nederlands een dorp ergens liggen.

### Zinsleer
Het Mandan heeft een regelmatige SOV-volgorde: in zinnen komt eerst het onderwerp, dan het lijdend voorwerp (indien aanwezig) en aan het eind pas de persoonsvorm. Het Nederlands heeft deze volgorde in bijzinnen (...toen ik hem zag).